# Amaninektarvogel
Der Amaninektarvogel (Hedydipna pallidigaster, Syn.: Anthodiaeta pallidigaster) ist eine Vogelart aus der Familie der Nektarvögel (Nectariniidae). Er ist in Kenia und Tansania verbreitet.

## Merkmale
Der Amaninektarvogel ist ein sehr kleiner Nektarvogel der eine Länge von 9 cm erreicht. Die Männchen sind vom Kopf bis zum Mantel dunkel, violett schillernd blaugrün. Rücken und Bürzel sind schwärzlich, die Farbe ihrer Oberschwanzdecken und Steuerfedern ist metallisch blauviolett. Von der Kehle bis zur oberen Brust ist die Färbung im Zentrum metallisch dunkel tintenblauviolett umgeben von dunkelgrün. Seine restliche Unterseite ist gräulich weiß. Die pektoralen Federbüschel sind orange, an der Basis gelb.
Die Weibchen haben einen weißen Überaugenstreif und gräulich weiße Ohrdecken. Ihre Oberseite ist dunkelgrau mit einem metallischen Schimmer, die Unterseite weiß. Die Flügel sind dunkelbraun mit weißen Unterflügeldecken, die Spitzen der Steuerfedern sind weiß.
Die Iris ist dunkelbraun, Schnabel, Beine und Füße schwarz.

## Verbreitung
Der Amaninektarvogel kommt nur in Kenia und Tansania vor. Das Verbreitungsgebiet ist hierbei auf den Arabuko-Sokoke-Nationalpark sowie die Usambara-Berge und die Udzungwa-Berge beschränkt. Insgesamt wird die Populationsgröße auf etwa 1500–7000 adulte Individuen geschätzt. Aufgrund der kleinräumigen Verbreitung und der Seltenheit der Art sowie der Zerstörung von Regenwäldern wird der Amaninektarvogel seitens der IUCN als „stark gefährdet“ (endangered) eingeschätzt.

## Lebensraum und Lebensweise
Der Amaninektarvogel bewohnt intakte Brachystegiawälder und tropische Regenwälder. Am Nilo kommt er bis in 1000 m Höhe vor. Die Vögel sind paarweise, in Familienverbänden oder in Gruppen von bis zu 60 Tieren, oft in gemischten Schwärmen, zum Beispiel mit Fliegenschnäppern, unterwegs. Neben der Hauptnahrung Nektar stehen auch Insekten und andere Gliederfüßer auf dem Speiseplan. Die Brutsaison ist von Mai bis Juni sowie von September bis Dezember. Die Eier werden nur vom Weibchen bebrütet, die Küken von beiden Elternteilen gefüttert.

## Etymologie und Forschungsgeschichte
William Lutley Sclater und Reginald Ernest Moreau beschrieben den Amaninektarvogel unter dem Protonym Anthreptes pallidigaster. Das Typusexemplar wurde am 9. August 1935 vom Sammler Salimu Asmani 4 Meilen östlich von Amani in Tansania gesammelt.
Das Wort Hedydipna ist griechischen Ursprungs und leitet sich aus den Worten „hēdu-deipnos ἡδύ-δειπνος“  für „Leckerbissen schlürfend, Süßes essend“ ab. Das Artepitheton „pallidigaster“ setzt sich aus den lateinischen Worten „pallidus“ für „blass, bleich“ und „gaster“ für „Bauch“ zusammen.